# Marta Ascoli
Marta Ascoli (Trieste, 9 de novembre de 1926 – Trieste, 23 de març de 2014) va ser una escriptora italiana filla de pare jueu, supervivent de l'Holocaust, testimoni de la Xoà italiana i autora d'un llibre de memòries que descriu la seva experiència com a deportada al camps de concentració d'Auschwitz.

## Biografia
Marta Ascoli va néixer a Trieste de pare jueu (Giacomo Ascoli) i mare catòlica (Ida Tommasini). La van batejar i educar en la fe cristiana catòlica, però per al nazis era una mischling (terme usat pels nazis per designar les persones que tenien un o dos avis jueus). Als disset anys va ser arrestada, el 19 març 1944, juntament amb el pare i la mare i conduïts al Molí arrosser de San Sabba, que era l'únic camp de concentració nazi que hi havia a Itàlia. La mare va ser alliberada, però el 29 març de 1944 ella i el seu pare van ser deportats al camp de concentració d'Auschwitz-Birkenau.
Quan la mare va demanar informació sobre el marit i la filla va rebre una carta del comandant del Molí arrosser de San Sabba en què li comunicava que havien mort durant el trasllat a un camp d'Alemanya quan el tren en què viatjaven va ser destruït per un bombardeig aeri. En realitat, el marit va morir en les cambres de gas després de l'arribada del comboi el 4 abril 1944. En canvi, Marta Ascoli (a qui es va assignar el número 76749) va sobreviure a les seleccions, a les duríssimes condicions de treball, a la fam, al fred i, a les malalties.
El 31 de desembre 1944, quan s'apropaven a Auschwitz les tropes soviètiques, va ser transferida al camp de concentració de Bergen-Belsen. Aquí, ja extenuada, va prendre una decisió i va penetrar a la zona prohibida prop de la tanca de filferro espinós que envoltava el camp. Un sentinella que la va veure, li va demanar que s'apartés, però no va disparar-li. El 15 abril de 1945 va ser alliberada pels anglesos.
Durant el viatge de tornada a Itàlia, del 19 de juny al 9 de juliol de 1945, va escriure un diari que s'ha conservat, juntament amb una carta que va enviar a la seva mare a través dels oncles materns. El 1957 va casar-se amb Onofrio Puzzolo, amb el qual va tenir dos fills, Davide i Miriam.
L'octubre de 1986, Ascoli va tornar per primera vegada a Auschwitz en un viatge organitzat per l'Associació Nacional [Italiana] d'Exdeportats als Camps Nazis ANED. L'any 1998 va decidir posar per escrit les seves memòries d'Auschwitz en el llibre Auschwitz è di tutti (Auschwitz és de tots; Lint, 1998), que ha estat publicat també en anglès i eslovè. Tot i que durant molts anys havia estat incapaç d'afrontar els seus records, va decidir-se a escriure el llibre perquè sentia el deure de mostrar el seu testimoni «abans que el vel de l'oblit faci oblidar —amb la desaparició dels últims supervivents que van ser als camps de concentració nazis— el genocidi del poble jueu». Va esdevenir un testimoni actiu de la Xoà italiana, i va participar en nombroses trobades públiques, algunes amb estudiants. Marta Ascoli va intervenir en el documental Gli anni negati (Els anys negats), produït pel Museu de la Comunitat Jueva de Trieste el 2004. El 2019 va estrenar-se a Roma una obra de teatre (Cosí per caso) basada en el seu llibre.
«El Lager - repetia sempre - mai no ha sortit del meu cor i del meu cervell. Res no podrà reparar la ferida soferta, però estic convençuda que nosaltres, els ex-deportats, podem fer alguna cosa pels altres, el meu record no pot i no ha de romandre tancada entre les parets de casa, a l'interior de la família, sento que la meva desgràcia concerneix tothom, que les víctimes de cada violència, però també qui continua pensant en l'altre com un enemic d'eliminar, de liquidar».
Marta Ascoli va morir a Trieste el 2014. El 2015 li va ser concedida, a títol pòstum, la Medalla d'Honor del president de la República Italiana als ciutadans, militars i civils, deportats i internats en camps de concentració nazi. El seu fill, Davide Puzzolo va recollir-la.

## Obres
- Auschwitz è di tutti, Trieste, Lint (1998); nova edició, Milano, Rizzoli (2011)
- Auschwitz Belongs to Us All (traducció anglesa), RCS Libri (2013)
- Auschwitz je tudi tvoj (traducció eslovena de Magda Jevnikar), Trieste, Mladika (2014)